# Breinigerberg
Breinigerberg je mesto v nemški zvezni deželi Severno Porenje - Vestfalija ob meji z Belgijo in Nizozemsko. 
Leta 2005 je imelo mesto 971 prebivalcev.